# Campeonato de Flandes

El maillot tradicional del ganador, basado en la bandera de Flandes.

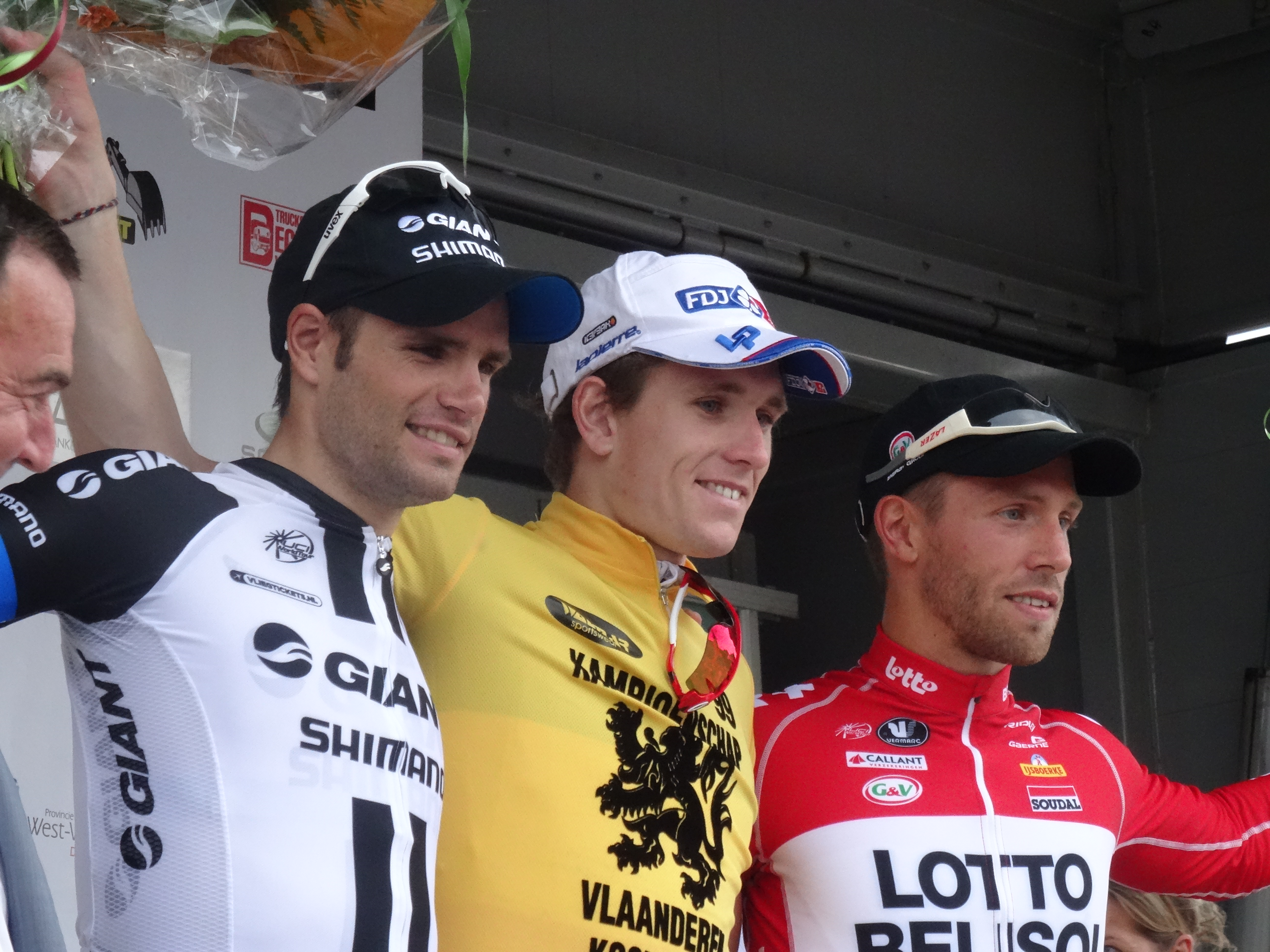
2014 : Luka Mezgec (2), Arnaud Démare (1) & Jonas Van Genechten (3).

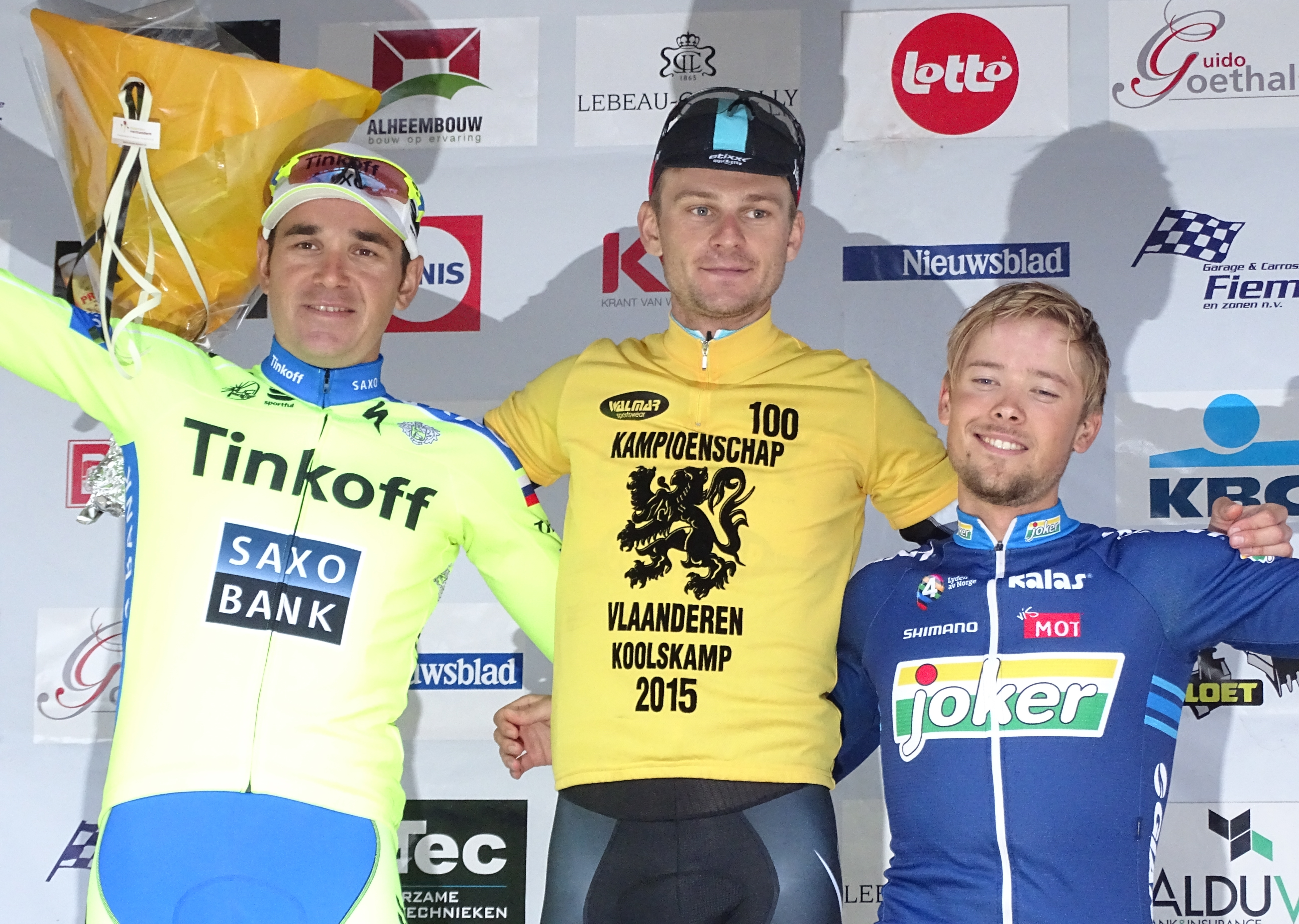
2015 : Nikolay Trusov (2), Michał Gołaś (1) & Adrian Aas Stien (3).

El Campeonato de Flandes (oficialmente: Kampioenschap van Vlaanderen) es una carrera ciclista belga disputada en la provincia de Flandes Occidental.
Fue organizado por primera vez en 1908 y ha tenido lugar cada año en el mes de septiembre. Desde la creación de los Circuitos Continentales UCI en 2005, forma parte del UCI Europe Tour dentro de la categoría 1.1.
Su recorrido es un circuito situado entre la comuna de Pittem y la antigua comuna de Koolskamp (fusionada a Ardooie), donde se encuentra la meta.

## Palmarés
| Año                                                                  | Ganador                 | Segundo                   | Tercero                |
| -------------------------------------------------------------------- | ----------------------- | ------------------------- | ---------------------- |
| 1908                                                                 | Robert Wancour          | Firmin Lambot             | Louis Coolsaet         |
| 1909                                                                 | Robert Wancour          | Odile Defraye             | Marcel Buysse          |
| 1910                                                                 | Odile Defraye           | Léon Buysse               | Henri Van Lerberghe    |
| 1911                                                                 | Léon Buysse             | Aloïs Persijn             | Alfons Brutin          |
| 1912                                                                 | Abel De Vogelaere       | Léon Buysse               | Aloïs Persijn          |
| 1913                                                                 | René Anno               | Arthur Maertens           | Achille Depauw         |
| 1914-1918 ediciones no realizadas debido a la Primera Guerra Mundial |                         |                           |                        |
| 1919                                                                 | Jules Van Hevel         | Léon Devos                | Alfons Van Hecke       |
| 1920                                                                 | Jules Van Hevel         | Henri Van Lerberghe       | Florent Vandenberghe   |
| 1921                                                                 | Pierre Van de Velde     | Marcel Buysse             | Karel Govaert          |
| 1922                                                                 | Alfons Van Hecke        | Florent Vandenberghe      | Julien Volbrecht       |
| 1923                                                                 | Julien Volbrecht        | Pierre Van de Velde       | Theophile Van Eetvelde |
| 1924                                                                 | Léon Devos              | Jules Matton              | Maurice De Waele       |
| 1925                                                                 | Aimé Dossche            | Maurice De Waele          | Rémi Cant              |
| 1926                                                                 | Henri De Jaegher        | Gustaaf Van Slembrouck    | George Ronsse          |
| 1927                                                                 | Léopold-Albert Matton   | Alfred Hamerlinck         | Jan Meeuwis            |
| 1928                                                                 | Aimé Dossche            | Lucien Buysse             | Hector Martin          |
| 1929                                                                 | Maurice Raes            | Aimé Dossche              | Maurice De Waele       |
| 1930                                                                 | Alfred Hamerlinck       | Leander Ghyssels          | Constant Dyzers        |
| 1931                                                                 | Aimé Dossche            | Frans Bonduel             | Julien Vervaecke       |
| 1932                                                                 | Gerard Desmet           | Sylvère Maes              | André Mortier          |
| 1933                                                                 | Gerard Desmet           | Michel Van Vlockhoven     | André Mortier          |
| 1934                                                                 | Jef Moerenhout          | Albert Billiet            | Jules Lowie            |
| 1935                                                                 | Marcel Kint             | Jan-Jozef Horemans        | Albert Billiet         |
| 1936                                                                 | Julien Heernaert        | Emiel Vandepitte          | Frans Bonduel          |
| 1937                                                                 | Marcel Claeys           | Gaston Denys              | Jan Deman              |
| 1938                                                                 | Sylvain Grysolle        | Odiel Van Den Meersschaut | Albert Beirnaert       |
| 1939-1940 ediciones no realizadas debido a la Segunda Guerra Mundial |                         |                           |                        |
| 1941                                                                 | Albéric Schotte         | Frans Bonduel             | Albert Sercu           |
| 1942                                                                 | Robert van Eenaeme      | Roger Cnockaert           | Albert Paepe           |
| 1943                                                                 | Rik Van Steenbergen     | Robert van Eenaeme        | Roger Cnockaert        |
| 1944 edición no realizada debido a la Segunda Guerra Mundial         |                         |                           |                        |
| 1945                                                                 | Sylvain Grysolle        | André Pieters             | Omer Huwel             |
| 1946                                                                 | Achiel De Backer        | Albert Sercu              | Gustaaf Van Overloop   |
| 1947                                                                 | Albert Paepe            | Albert Anutchin           | Maurice Meersman       |
| 1948                                                                 | Emmanuel Thoma          | Roger De Corte            | Louis Brusselmans      |
| 1949                                                                 | Emiel Van der Veken     | Roger Decock              | René Janssens          |
| 1950                                                                 | Maurice Blomme          | Arsène Rijckaert          | André Pieters          |
| 1951                                                                 | Roger Decock            | Gérard Buyl               | André Maelbrancke      |
| 1952                                                                 | Arsène Rijckaert        | Arthur Mommerency         | Julien Plovie          |
| 1953                                                                 | Leon De Lathouwer       | Maurice Mollin            | Arthur Mommerency      |
| 1954                                                                 | Albéric Schotte         | André Rosseel             | Karel De Baere         |
| 1955                                                                 | Leon De Lathouwer       | André Noyelle             | René Mertens           |
| 1956                                                                 | Leon Van Daele          | André Rosseel             | Wim Van Est            |
| 1957                                                                 | Leon Van Daele          | Leon De Lathouwer         | Firmin Bral            |
| 1958                                                                 | Leon Van Daele          | Roger De Corte            | René Mertens           |
| 1959                                                                 | Rik Van Looy            | André Noyelle             | Oswald Declercq        |
| 1960                                                                 | Gilbert Desmet          | Jozef Mariën              | Michel Van Aerde       |
| 1961                                                                 | Frans De Mulder         | Karel Clerckx             | Gustaaf De Smet        |
| 1962                                                                 | André Messelis          | Romain Van Wijnsberghe    | Oswald Declercq        |
| 1963                                                                 | Gustaaf Van Vaerenbergh | Jean-Baptiste Claes       | Frans Melckenbeeck     |
| 1964                                                                 | Gustaaf De Smet         | Rik Van Looy              | Gilbert Maes           |
| 1965                                                                 | Palle Lykke             | Arthur Decabooter         | Gustaaf De Smet        |
| 1966                                                                 | Eddy Merckx             | Daniel van Ryckeghem      | Gustaaf De Smet        |
| 1967                                                                 | Gérard Vianen           | Eddy Van Audenaerde       | Gustaaf De Smet        |
| 1968                                                                 | Jos Huysmans            | Eric Leman                | Rik Van Looy           |
| 1969                                                                 | Eric De Vlaeminck       | Ronald De Witte           | Jean-Pierre Monseré    |
| 1970                                                                 | Noël Van Clooster       | Jean-Pierre Monseré       | Herman Vrijders        |
| 1971                                                                 | Eric Leman              | Rik Van Linden            | Willy Planckaert       |
| 1972                                                                 | Patrick Sercu           | Eddy Merckx               | Walter Godefroot       |
| 1973                                                                 | Herman Vrijders         | José Vanackere            | Joseph Spruyt          |
| 1974                                                                 | Freddy Maertens         | Frans Verbeeck            | Herman Vrijders        |
| 1975                                                                 | Jos Huysmans            | Hennie Kuiper             | José Vanackere         |
| 1976                                                                 | Freddy Maertens         | Willy Planckaert          | Serge Vandaele         |
| 1977                                                                 | Frans Verhaegen         | Géry Verlinden            | Willy In 't Ven        |
| 1978                                                                 | Daniel Willems          | Géry Verlinden            | Alain Desaever         |
| 1979                                                                 | Alfons Van Katwijk      | Marc Renier               | Lieven Malfait         |
| 1980                                                                 | Theo de Rooij           | Luc Colijn                | Guido Van Sweevelt     |
| 1981                                                                 | Patrick Versluys        | Frank Hoste               | Ronny Van Marcke       |
| 1982                                                                 | Géry Verlinden          | Hendrik Caethoven         | Jean-François Chaurin  |
| 1983                                                                 | Patrick Devos           | Adrie van der Poel        | Luc Meersman           |
| 1984                                                                 | Rudy Matthijs           | Dirk Heirweg              | Frank Hoste            |
| 1985                                                                 | Eddy Vanhaerens         | Claude Criquielion        | Pol Verschuere         |
| 1986                                                                 | Frank Van De Vijver     | Herman Frison             | Allan Peiper           |
| 1987                                                                 | Dirk Heirweg            | Dirk Demol                | Geert Decorte          |
| 1988                                                                 | Marnix Lameire          | Edwin Bafcop              | Dirk Heirweg           |
| 1989                                                                 | Etienne De Wilde        | Luc Van De Vel            | Herman Frison          |
| 1990                                                                 | Hendrik Redant          | Wilfried Peeters          | Dirk Demol             |
| 1991                                                                 | Johan Museeuw           | Peter Huyghe              | Wiebren Veenstra       |
| 1992                                                                 | Rik Van Slycke          | Michel Vanhaecke          | Hendrik Redant         |
| 1993                                                                 | Sammie Moreels          | Andréi Chmil              | Johan Museeuw          |
| 1994                                                                 | Jelle Nijdam            | Hendrik Redant            | Danny Nelissen         |
| 1995                                                                 | Johan Museeuw           | Hans De Clercq            | Wilfried Peeters       |
| 1996                                                                 | Niko Eeckhout           | Johan Verstrepen          | Peter Verbeken         |
| 1997                                                                 | Peter van Petegem       | Tom Steels                | Michael van der Wolf   |
| 1998                                                                 | Niko Eeckhout           | Hans De Clercq            | Davy Delme             |
| 1999                                                                 | Michel Vanhaecke        | Arvis Piziks              | Steven de Jongh        |
| 2000                                                                 | Niko Eeckhout           | John Talen                | Chris Peers            |
| 2001                                                                 | Paul Van Hyfte          | Bjørnar Vestøl            | Jean-Michel Tessier    |
| 2002                                                                 | Jimmy Casper            | Marc Streel               | Andy Cappelle          |
| 2003                                                                 | Baden Cooke             | Jans Koerts               | Robert Sassone         |
| 2004                                                                 | Jimmy Casper            | Nico Mattan               | Ludovic Capelle        |
| 2005                                                                 | Serguéi Lagutín         | Andy De Smet              | Assan Bazayev          |
| 2006                                                                 | Niko Eeckhout           | Steven de Jongh           | Danilo Hondo           |
| 2007                                                                 | Baden Cooke             | Andy Cappelle             | Denis Flahaut          |
| 2008                                                                 | André Greipel           | Stefan van Dijk           | Andreas Stauff         |
| 2009                                                                 | Steven de Jongh         | Sebastian Langeveld       | Bobbie Traksel         |
| 2010                                                                 | Leigh Howard            | Aidis Kruopis             | Tom Veelers            |
| 2011                                                                 | Marcel Kittel           | André Greipel             | Michael Van Staeyen    |
| 2012                                                                 | Ronan van Zandbeek      | Christopher Juul-Jensen   | Kurt Hovelynck         |
| 2013                                                                 | Jens Debusschere        | Baptiste Planckaert       | Michael Van Staeyen    |
| 2014                                                                 | Arnaud Démare           | Luka Mezgec               | Jonas Van Genechten    |
| 2015                                                                 | Michał Gołaś            | Nikolái Trusov            | Adrian Aas Stien       |
| 2016                                                                 | Timothy Dupont          | Fernando Gaviria          | Raymond Kreder         |
| 2017                                                                 | Fernando Gaviria        | Dylan Groenewegen         | Jasper De Buyst        |
| 2018                                                                 | Dylan Groenewegen       | John Degenkolb            | Jasper Stuyven         |
| 2019                                                                 | Jannik Steimle          | Timo Roosen               | Dylan Groenewegen      |
| 2020 edición cancelada                                               |                         |                           |                        |
| 2021                                                                 | Jasper Philipsen        | Dylan Groenewegen         | Martin Laas            |
| 2022                                                                 | Fabio Jakobsen          | Caleb Ewan                | Dylan Groenewegen      |
| 2023                                                                 | Jasper Philipsen        | Dylan Groenewegen         | Fabio Jakobsen         |
| 2024                                                                 | Tim Merlier             | Arvid de Kleijn           | Jasper Philipsen       |
| 2025                                                                 |                         |                           |                        |

## Palmarés por países
| País         | Victorias |
| ------------ | --------- |
| Bélgica      | 87        |
| Países Bajos | 8         |
| Australia    | 3         |
| Francia      | 3         |
| Alemania     | 3         |
| Dinamarca    | 1         |
| Uzbekistán   | 1         |
| Polonia      | 1         |
| Colombia     | 1         |